# Umbelopsis vinacea
Umbelopsis vinacea är en svampart som först beskrevs av Dixon-Stew., och fick sitt nu gällande namn av Arx 1984. Umbelopsis vinacea ingår i släktet Umbelopsis och familjen Umbelopsidaceae.   Inga underarter finns listade i Catalogue of Life.